# Klein-Vierstraat British Cemetery
Klein-Vierstraat British Cemetery is een Britse militaire begraafplaats met gesneuvelden uit de Eerste Wereldoorlog, gelegen in het Belgische dorp Kemmel (Heuvelland). De begraafplaats ligt op een lichte helling ongeveer 2,5 kilometer ten noordoosten van het dorpscentrum en is ontworpen door Edwin Lutyens. Het terrein is 3.040 m² groot en wordt onderhouden door de Commonwealth War Graves Commission. Centraal achteraan staat het Cross of Sacrifice en vooraan links in de zuidelijk hoek staat de Stone of Remembrance. De begraafplaats wordt omgeven door een haag en heesters, aan de straatkant staat een natuurstenen muur en schuilgebouw.
Er worden 805 doden herdacht waarvan 109 niet geïdentificeerd konden worden.
In de onmiddellijke nabijheid bevindt zich de Kemmel No.1 French Cemetery.

## Geschiedenis
In de maand april 1918 werd wegens het Duitse lenteoffensief in de omgeving van Kemmel en de Kemmelberg hevig gevochten door Britse en Franse troepen.
Deze begraafplaats werd aangelegd aan het kruispunt waar vroeger de herberg Kleine Vierstraat stond. In januari 1917 startte men met de aanleg ervan en tot in januari 1918 werd het voornamelijk gebruikt door artillerie-eenheden en medische posten (Field ambulances). Vanaf april 1918 werden opnieuw slachtoffers bijgezet. Na de wapenstilstand werden nog 364 graven toegevoegd afkomstig van kleinere begraafplaatsen en geïsoleerde graven uit de omgeving van Dikkebus, Loker en Kemmel. Onder andere van een begraafplaats gelegen bij de Ferme Henri Pattyn-Vanlaeres (Poperinge) met 59 slachtoffers die gestorven waren tussen mei en juli 1915 en april 1918 en uit de Mont-Vidaigne Military Cemetery (Westouter) met 17 slachtoffers die sneuvelden in juli en augustus 1918.
Eén Amerikaan werd overgebracht naar Lijssenthoek Military Cemetery (Poperinge).
Er lagen ook 17 Franse militairen die later naar elders overgebracht werden.
Er liggen nu 805 militairen waaronder 780 Britten (waarvan er 108 niet geïdentificeerd konden worden), 8 Australiërs, 8 Canadezen (waarvan 1 niet geïdentificeerd kon worden), 7 Nieuw-Zeelanders, 1 Zuid-Afrikaan en 1 Chinees (van het Chinese Labour Corps). Voor 2 Britten werden Special Memorials opgericht omdat hun graven niet meer gelokaliseerd konden worden en men neemt aan dat ze onder naamloze grafzerken liggen.
De begraafplaats werd in 2009 als monument beschermd.

## Graven

### Onderscheiden militairen
- Ernest Cowper Slade, luitenant-kolonel bij het Gloucestershire Regiment werd onderscheiden met de Distinguished Service Order en het Military Cross (DSO, MC).
- George Herbert Redden, kapitein bij het East Lancashire Regiment en B.G. Hill, onderluitenant bij de Royal Field Artillery werden eveneens onderscheiden met het Military Cross (MC).
- Thomas Campbell, sergeant bij de Royal Engineers werd onderscheiden met de Distinguished Conduct Medal en de Military Medal (DCM, MM).
- onderluitenant Hubert James Dawes (Yorkshire Regiment), de sergeanten Stanley John Choat (Royal Engineers), Thomas Albert Dagg (Royal Garrison Artillery), T.R. Doggett (Royal Garrison Artillery) en E. Winter (Durham Light Infantry), de korporaals H. Brindle (Royal Army Medical Corps), John Oliver (Royal Engineers) en J.A.R. Tinham (Royal Engineers), kanonnier Walter Rogers (Royal Field Artillery) en de soldaten W. Naylor (Yorkshire Regiment), G. Hollyhead (Royal Warwickshire Regiment) en Charles Matthews (North Staffordshire Regiment) werden onderscheiden met de Military Medal (MM).

### Minderjarige militairen
- Henry C. Champion, soldaat bij het Wiltshire Regiment en Samuel P. McNeil, soldaat bij de Australian Infantry, A.I.F. waren 17 jaar toen ze sneuvelden.

### Alias
- soldaat William George Reeks diende onder het alias W.G. Munson bij het South Lancashire Regiment.